# Brigid
Brigid ['bʲɾʲiʝidʲ] (so altirisch, auch Brighid oder Brig, schottisch Bride, neuirisch Bríd) ist in der keltischen Mythologie Irlands der Name einer Göttin. Ihr Heiligtum war in Kildare (Irland), wo ihr heiliges Feuer gehütet wurde. Ihr walisischer Name lautet Ffraid; nach ihr ist auch die St. Brides Bay (walisisch Bae Sain Ffraid) im Westen von Pembrokeshire in Wales benannt.

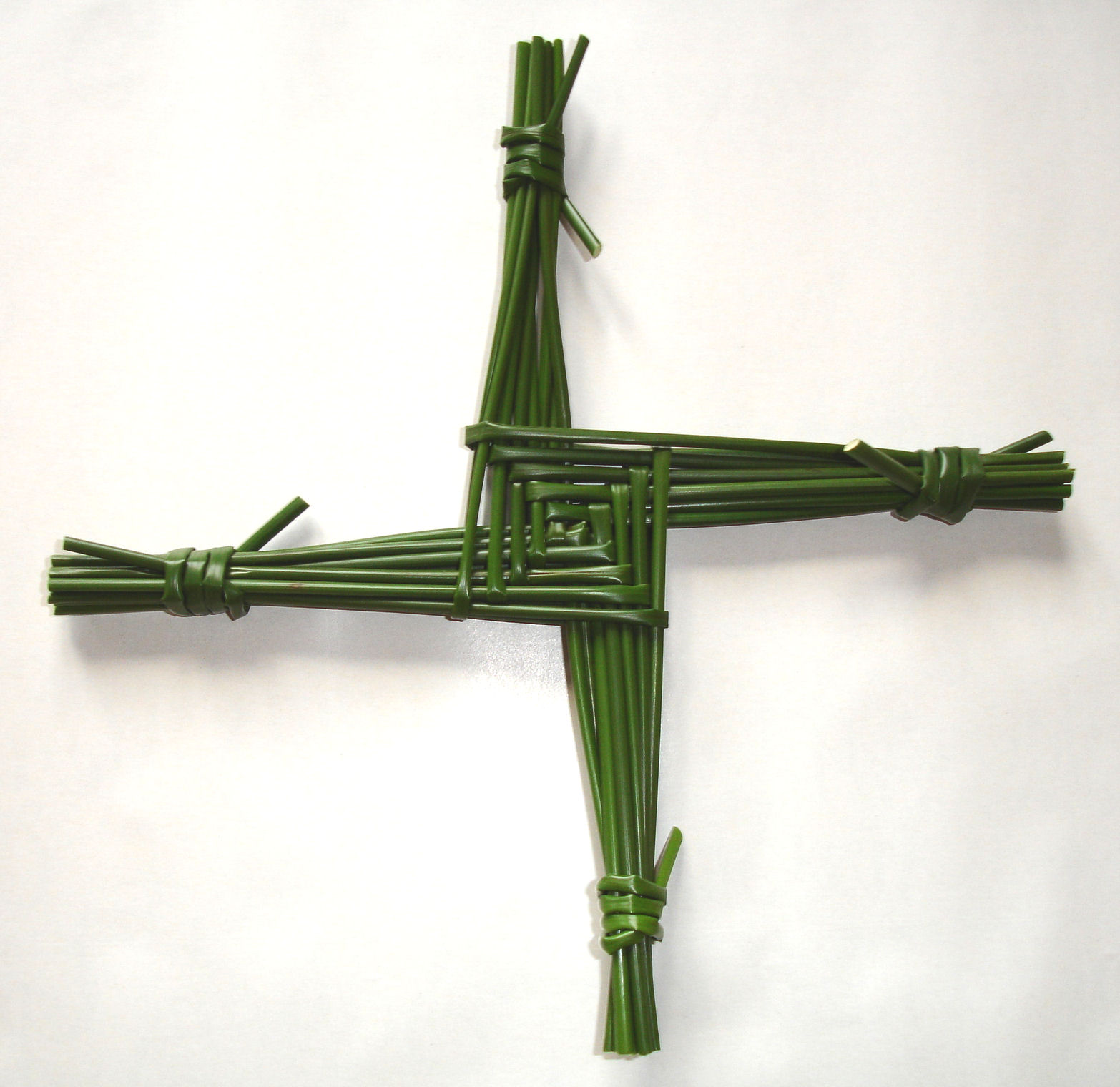
Saint Brigid’s Kreuz

## Etymologie und Mythologie
Ihr Name wird als „die Helle“, „die Strahlende“ oder auch „die Streiterin“ gedeutet und geht auf eine altkeltische Göttin namens Brigantia oder Brigindo, die Stammesgottheit der keltischen Briganten, zurück. Mit ihr verwandt ist auch die germanische Perchta und vielleicht die walisische Ceridwen. Einige Autoren spekulieren über eine (umstrittene) Identifikation Brigids mit Danu oder Anu.
Brigid gilt in der Sage Cath Maige Tuired über die Die zweite Schlacht von Mag Tuired als Tochter des Dagda und Gattin des Bress sowie als Mutter des Ruadan. Sie soll eine Personifikation der Dichtkunst und Beschützerin der Poeten gewesen sein und wurde in dreifacher Gestalt verehrt, weshalb manchmal von den „drei Brigids“ die Rede ist. Zusammen mit ihren beiden „Schwestern“ wird sie noch dazu als Schutzgöttin der Gesetzgeber, der Heilkunst, der Fruchtbarkeit und der Schmiede gesehen. Dabei ist die Aufteilung der unterschiedlichen Funktionen auf die drei wechselnd. Die Ebene Brega wurde ebenfalls nach ihr benannt. Brigid zu Ehren wurde in Irland das Fest Imbolc gefeiert, das später mit Lichtmess zusammenfiel.
Manche Autoren vermuten, dass die Heilige Brigida von Kildare nicht existiert habe und eine Umwandlung (Euhemerisierung) der keltischen Göttin in eine christliche Heilige sei. Allerdings nimmt eine Wissenschaftlerin (Lisa M. Bitel, University of Kansas) eher an, dass die Göttin Brigid erfunden wurde, um Brigida von Kildare als heidnisch/nichtexistent zu denunzieren und Patrick von Irland eine starke Konkurrentin vom Halse zu schaffen.

## Imbolc
Imbolc, das von der Nacht vom 1. auf den 2. Februar gefeiert wurde, war ein altes irisches Frühlingsfest der Herden und der Fruchtbarkeit, wird jedoch, da es zwischen Wintersonnwende und Frühjahrs-Tagundnachtgleiche bei einer Sonnen-Deklination von 16 Grad liegt, auch für ein altes astrologisches Fest gehalten. Die Lichterprozessionen und Kerzenweihe zu Mariä Lichtmess gehen ursprünglich auf altes Volksbrauchtum zurück.